# Direzione degli affari marittimi
La Direzione degli affari marittimi (in francese: Direction des affaires maritimes, abbreviata con l'acronimo DAM), è l'organo amministrativo che sovrintende i compiti relativi agli usi civili del mare del Principato di Monaco ed è inquadrato funzionalmente ed organizzativamente nell'ambito del Dipartimento (Ministero) dei lavori pubblici, dell'ambiente e dello sviluppo urbano.

## Flotta battente bandiera monegasca
- Immatricolazione delle navi e loro rimozione dal registro
- Rilascio dei titoli per la navigazione
- Conservazione delle ipoteche navali
- Attuazione delle norme sullo stato della nave
- Riscossione dei dazi e delle tasse

## Sicurezza della navigazione
- Piloti marittimi
- Ispezioni di sicurezza a bordo delle navi
- Fari e segnalamenti marittimi
- Informazioni nautiche
- Norme di navigazione
- Constatazione delle infrazioni contro le leggi e i regolamenti

## Gente di mare
- Rilascio dei titoli marittimi
- Imbarco degli equipaggi e controlli della loro attitudine professionale
- Emissione di ruolo equipaggio
- Attuazione delle norme sullo statuto della gente di mare

## Lotta contro l'inquinamento
- Lotta contro ogni forma di inquinamento nelle zone marittime
- Manutenzione delle attrezzature di prevenzione dell'inquinamento
- Formazione

## Relazioni internazionali
- Relazioni con le organizzazioni marittime internazionali (IMO, FIPOL, IHO, IMSO) e organizzazioni interregionali (REMPEC, RAMOGE)
- Organizzazione delle visite ufficiali delle navi di Stato estere

## Aree sotto responsabilità della Direzione
- Gestione delle aree di carenaggio
- Mantenimento del demanio marittimo del Larvotto

## Altro
- Supervisione del gestore dei porti
- Segretariato del Consiglio del mare
- Redazione della legislazione marittima